# Miessilompolo
Miessilompolo är en sjö i Gällivare kommun i Lappland och ingår i Luleälvens huvudavrinningsområde. Sjön har en area på 0,815 kvadratkilometer och ligger 449,1 meter över havet. Miessilompolo ligger i Sjaunja Natura 2000-område. Sjön avvattnas av vattendraget Sjaunjaätno.

## Delavrinningsområde
Miessilompolo ingår i det delavrinningsområde (746371-167337) som SMHI kallar för Utloppet av Miessilompolo. Medelhöjden är 458 meter över havet och ytan är 8,67 kvadratkilometer. Räknas de 55 avrinningsområdena uppströms in blir den ackumulerade arean 699,63 kvadratkilometer. Sjaunjaätno som avvattnar avrinningsområdet har biflödesordning 2, vilket innebär att vattnet flödar genom totalt 2 vattendrag innan det når havet efter 251 kilometer. Avrinningsområdet består mestadels av skog (34 procent) och sankmarker (51 procent). Avrinningsområdet har 1,1 kvadratkilometer vattenytor vilket ger det en sjöprocent på 12,6 procent.